# Kazašská kuchyně
Kazašská kuchyně (kazašsky: Қазақтың ұлттық тағамдары) je podobná ostatním kuchyním v oblasti střední Asie. Kulinářské dovednosti Kazachů ovlivnily sousední národy, které vedle nich po staletí žily. Byly to Rusko, Čína, Kyrgyzstán a Uzbekistán. Na vývoji kazašské kuchyně a kultuře stolování měly vliv i jiné země a etnické skupiny - Tataři, Ukrajinci, Uzbekové, Němci, Ujgurové nebo Korejci.

## Suroviny
Tradiční kazašská kuchyně vychází z nomádských kulinářských postupů a je založena na mase a jeho přípravě vařením. Jedná se především o maso zvířat, které Kazaši po generace chovali - koně, ovce, krávy a velbloudy.
Většina technik vaření je zaměřena na dlouhodobé uchovávání potravin. Využívá se tak solení a sušení masa. Dále to jsou různé mléčné výrobky, velmi oblíbené je kyselé mléko, opět kvůli své trvanlivosti. Část ovcí a koz se chová právě kvůli mléčným výrobkům, hlavně k výrobě sýrů. V současnosti začala kazašská kuchyně využívat i ryby a mořské plody, zeleninu, pečené pokrmy a sladkosti.
Nepostradatelným kusem nádobí každé rodiny je kazan, velký litinový hrnec, který se používá k vaření pilafů, polévek a dokonce i chleba. Kazan se otočí a na zadní straně lze upéct plochý chléb.

## Stolování

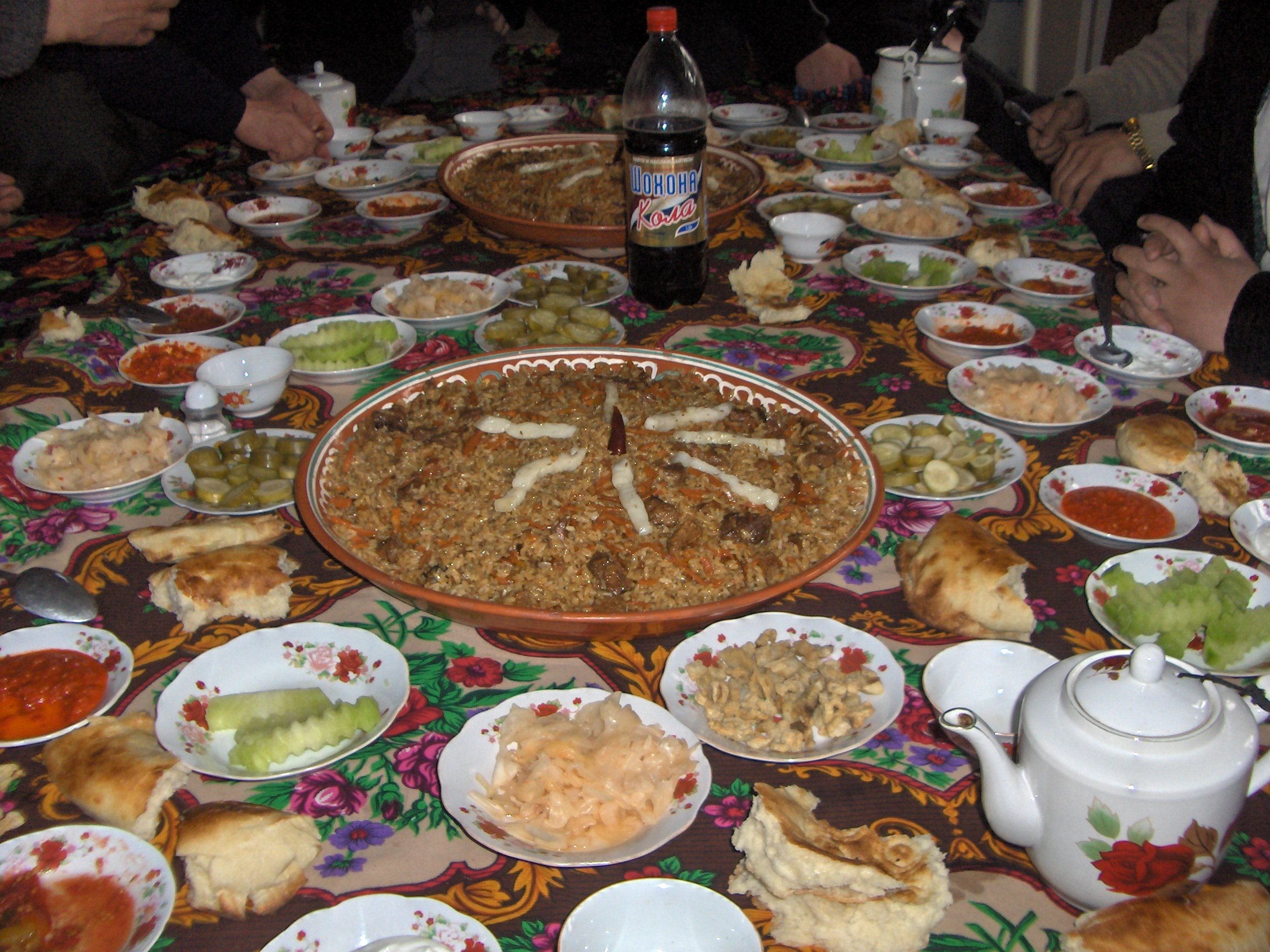
Dastarkhan, tradiční stolování

Kazaši jsou velmi pohostinní a při stolování dodržují mnoho tradic. Tradičně jedí u nízkého stolu zvaného dastarkhān a používají krásné zdobené nádobí. Maso se podává na širokých talířích, nápoj kumys v širokých miskách zdobených stříbrem. Čaj je ponořený do zdobených čajníků a podává se v ozdobných šálcích. Každá rodina má své vlastní dřevěné lžíce, které jsou ukládány do speciálních dřevěných kufříků. Hostovi je vždy přiděleno čestné místo a hostitel sám krájí maso a dává nejlepší kousky hostům nebo dětem.
Kazaši s oblibou pijí čaj a dodržují zvláštní pravidla čajového obřadu. Tradice určuje množství nalitého čaje hostovi tak, aby ho v šálku zvaném piala nebylo příliš mnoho. Hostitel pak nalévá čaj opakovaně, aby byl stále horký, a projevuje tak svoji úctu k hostovi.

## Jídla

### Masitá jídla

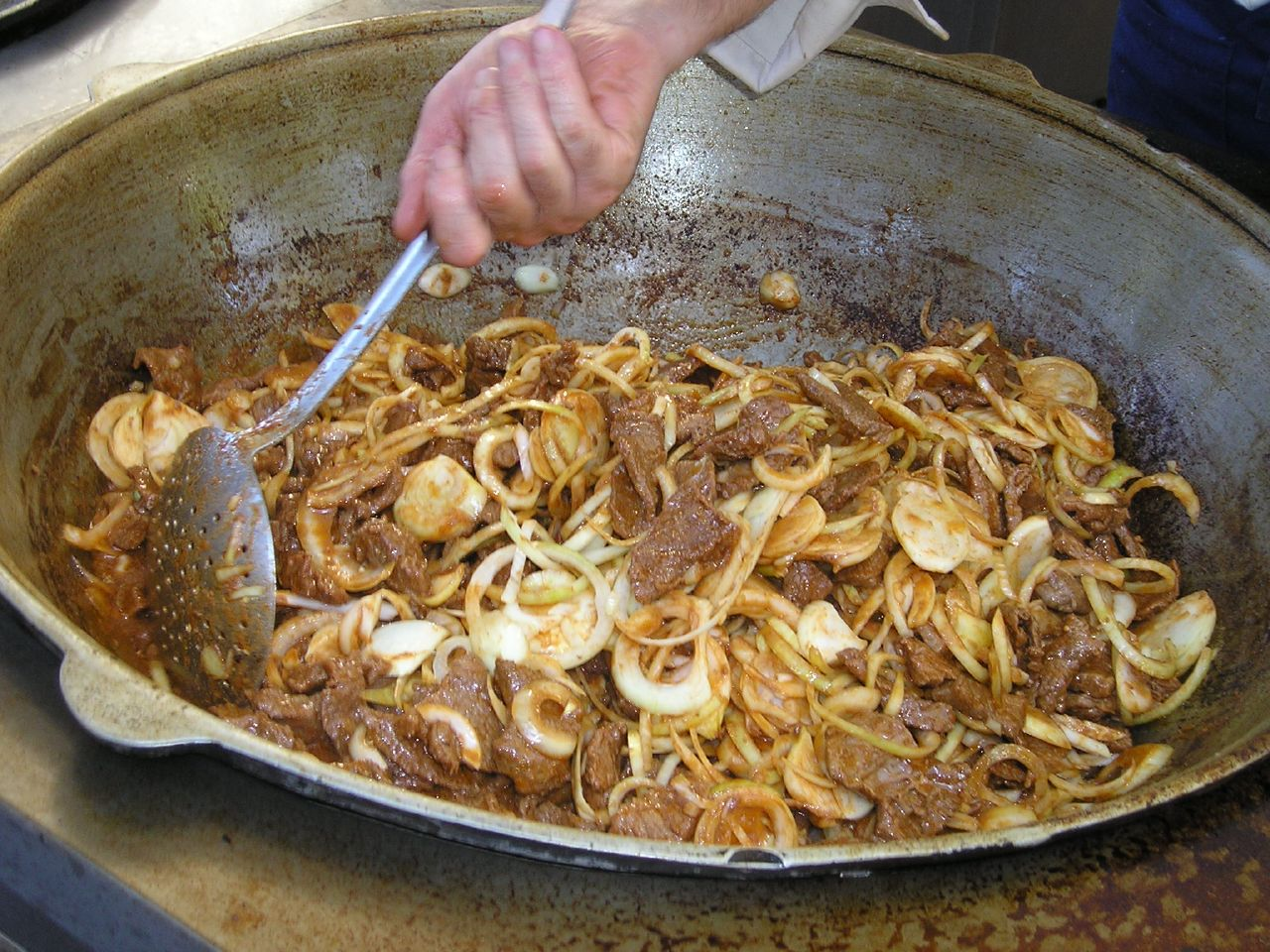
Quwyrdaq, pokrm z koňských klobásek

Většina kazašské kuchyně je založena na tort tulik mal (төрт түлiк мал), využívání čtyř druhů masa. Je to maso koňské, hovězí, skopové a velbloudí. Hovězí a skopové maso je konzumováno běžně a koňské a velbloudí maso především při slavnostních příležitostech.
- Beshbarmak, vařené kousky koňského nebo skopového masa. Nazývá se také pět prstů, protože se nabírá prsty. Tradičně se podává v kazašských miskách zvaných kese a jí se s nudlemi a masovým vývarem zvaným sorpa. Národní jídlo.

- Quwyrdaq, shuzhuk (klobásy z koňského masa), kuyrdak (pokrm z pečeného koňského nebo skopového masa nebo kravských drobů se srdcem) a zhaya (uzené maso ze zadní nohy Šašlik, masové špízykoně). Národní jídlo.

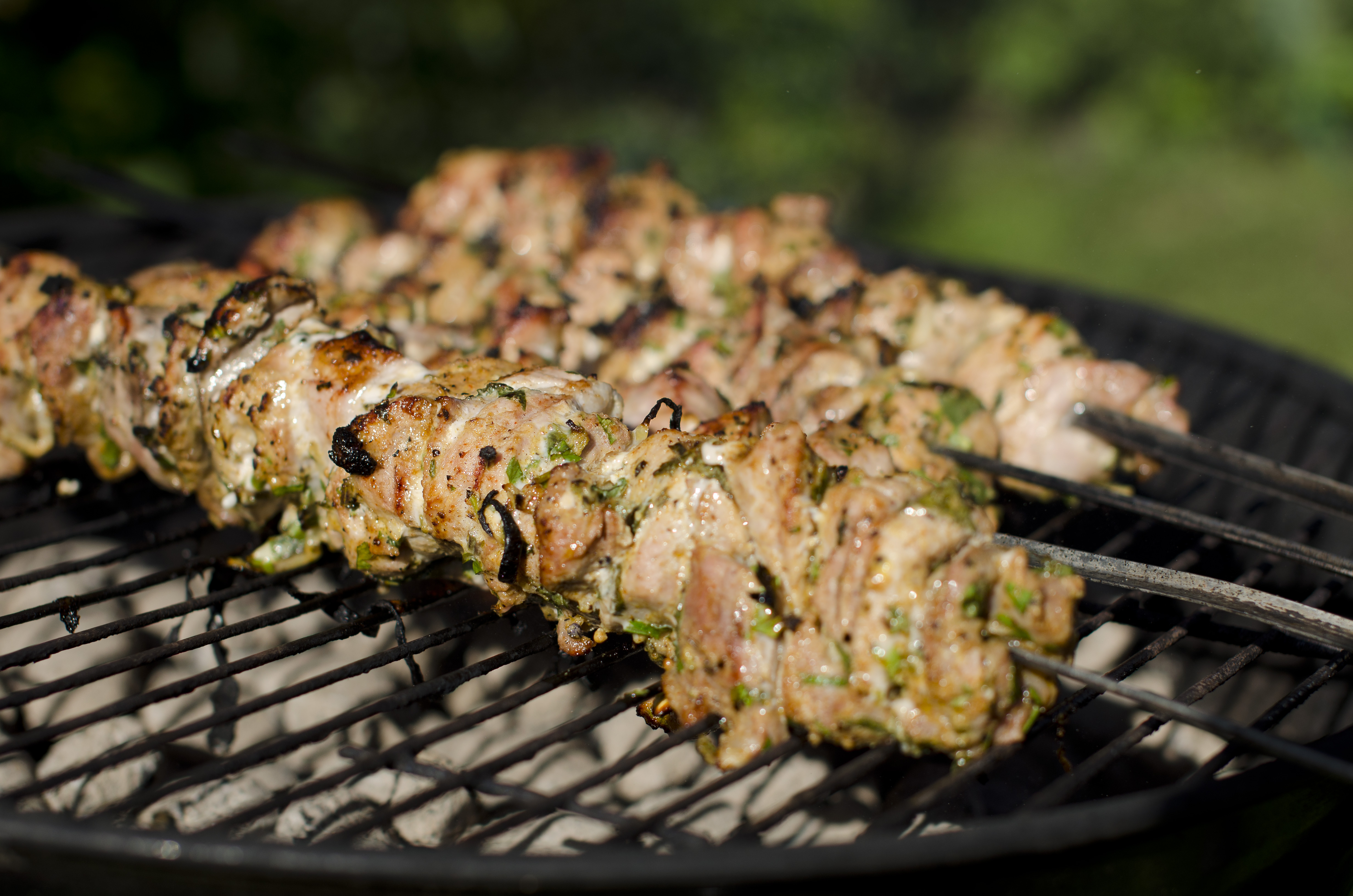
Šašlik, masové špízy

- Kazi, koňské klobásy uzené studeným kouřem.
- Kylmai, klobásy z mletého masa, tuku, krve, česneku, soli a černého pepře. Podobné jelitu, na rozdíl od něj jsou navíc uzené.
- Kuurdak, smažené maso s vnitřnostmi, cibulí a kořením[3]
- Šašlik, masové špízy, známé také jako kebab nebo žauburek

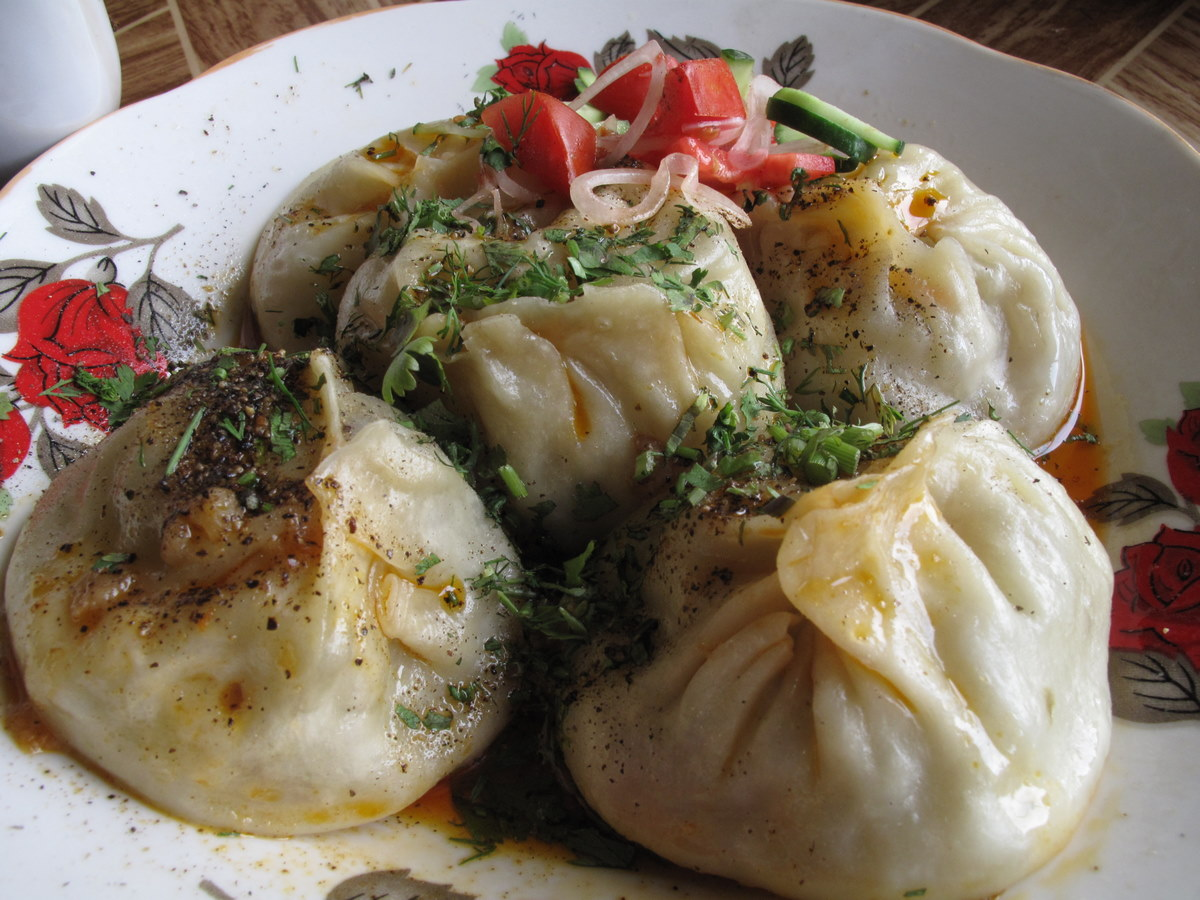
Manty, masové knedlíčky

- Manty, masové knedlíčkyManti (pokrm), knedlíčky plněné mletým masem a vařené v páře
- Palaw (pilaf), pokrm ze smažené rýže s masem, zeleninou a kořením
- Zhauburek, na rožni upečené malé kousky masa. Podoba s kebabem.
- Ulpershek, pokrm z vařeného srdce, aorty a tuku koně
- Mypalau, vařený ovčí mozek v polévce
- Akshelek, vařené velbloudí maso a kost
- Zhal, uzený tuk z koňského krku, jakási koňská slanina.
- Talíř s koňským masemZhaya, vařená koňská kýta

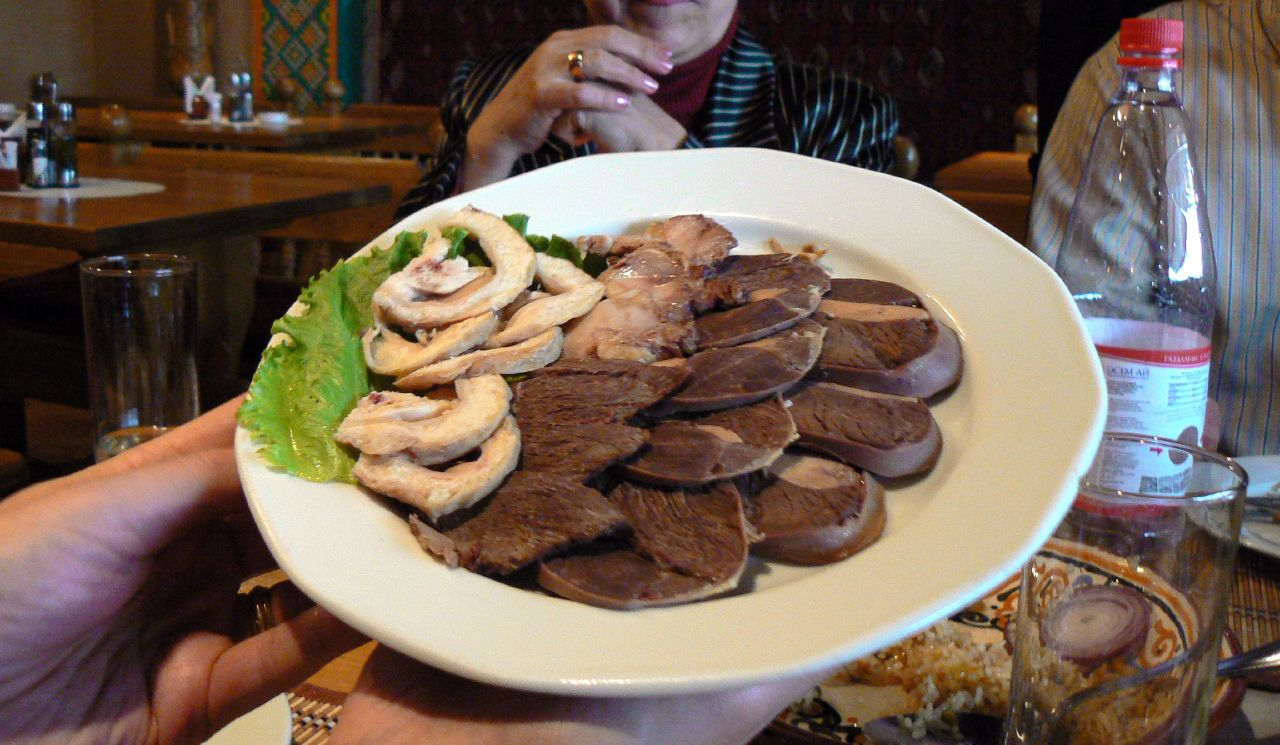
Talíř s koňským masem

- Kuiryk-bauyr, pokrm z vařeného na kousky nakrájeného masa, zalitého kyselým mlékem a vývarem.
- Sur et, koňské nebo velbloudí maso uzené na ohni z polen z jilmu nebo jalovce
- Ak Sorpa, polévka z masového vývaru, mléka, cibule a koření, často se přidávají nudle nebo kousky vařeného masa
- Kóktal, ryba (jeseter, kapr) grilovaná nebo uzená teplým kouřem na ohni z vrby, jalovce nebo jabloně, pokrm rybářů
- Šalgam, salát z ředkviček, paprik, cibule a česneku.

### Mléčné produkty
- Katyk nebo ayran, podmáslí
- Kaymak, zakysaná smetana

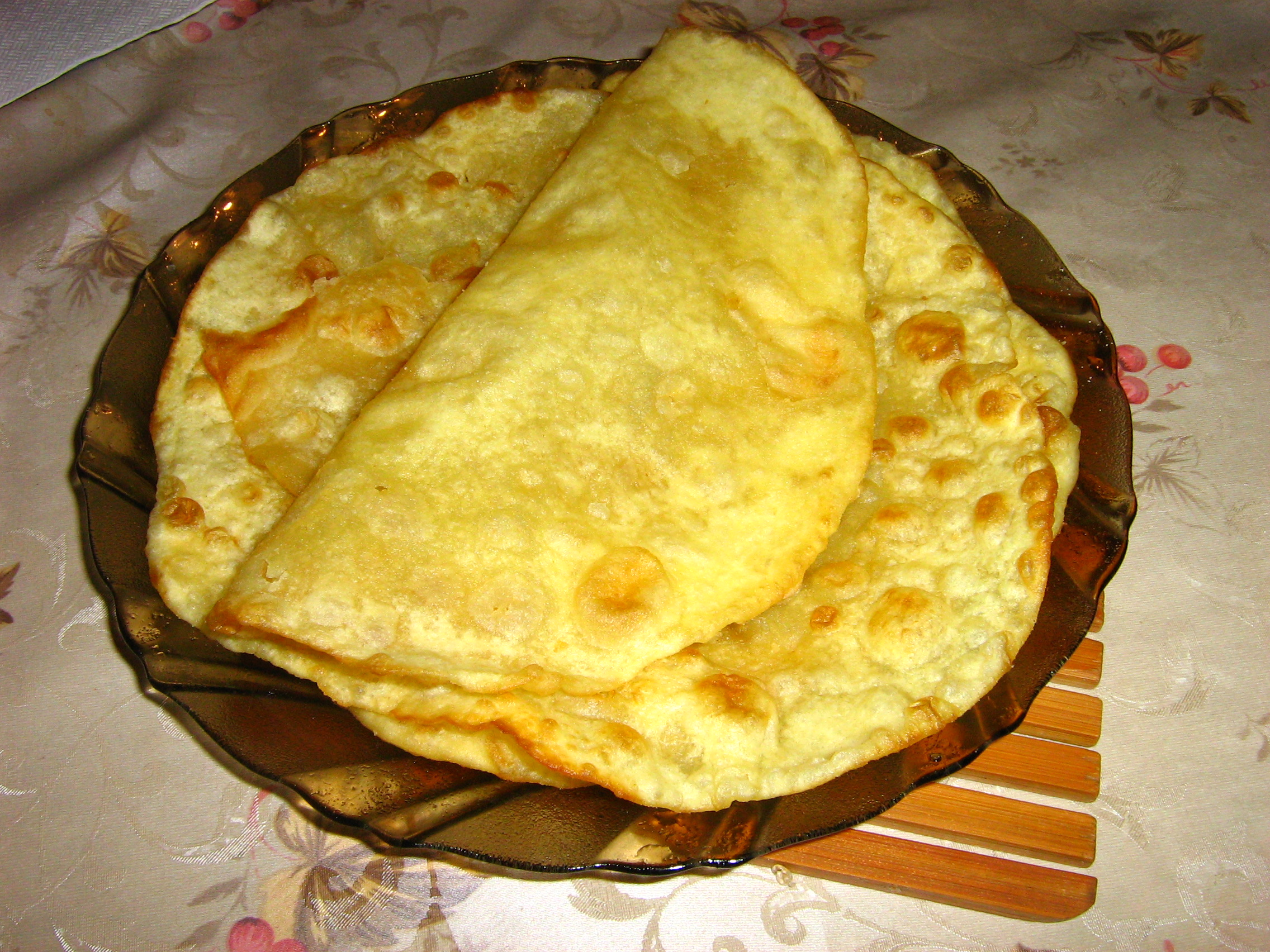
Shelpek, opečené placky

- Koryktyk, pastevecké jídlo ze zahuštěného mléka
- Sary mai, máslo vyrobené ze starého mléka, často v kožené tašce.
- Kurt, domácí tvarohový sýr, připravuje se lisováním husté zakysané smetany a suší se do bílé a slané hmoty.
- Irimzhik, tvaroh zpracovaný na jaře z vařeného, neodstředěného mléka a zakysané smetany.

### Jídla z mouky
- Lepjoška (rusky) neboli nan (kazašsky), nekvašený chléb nebo pšeničná placka upečená v peci tandúr Baursak, smažené koblížky

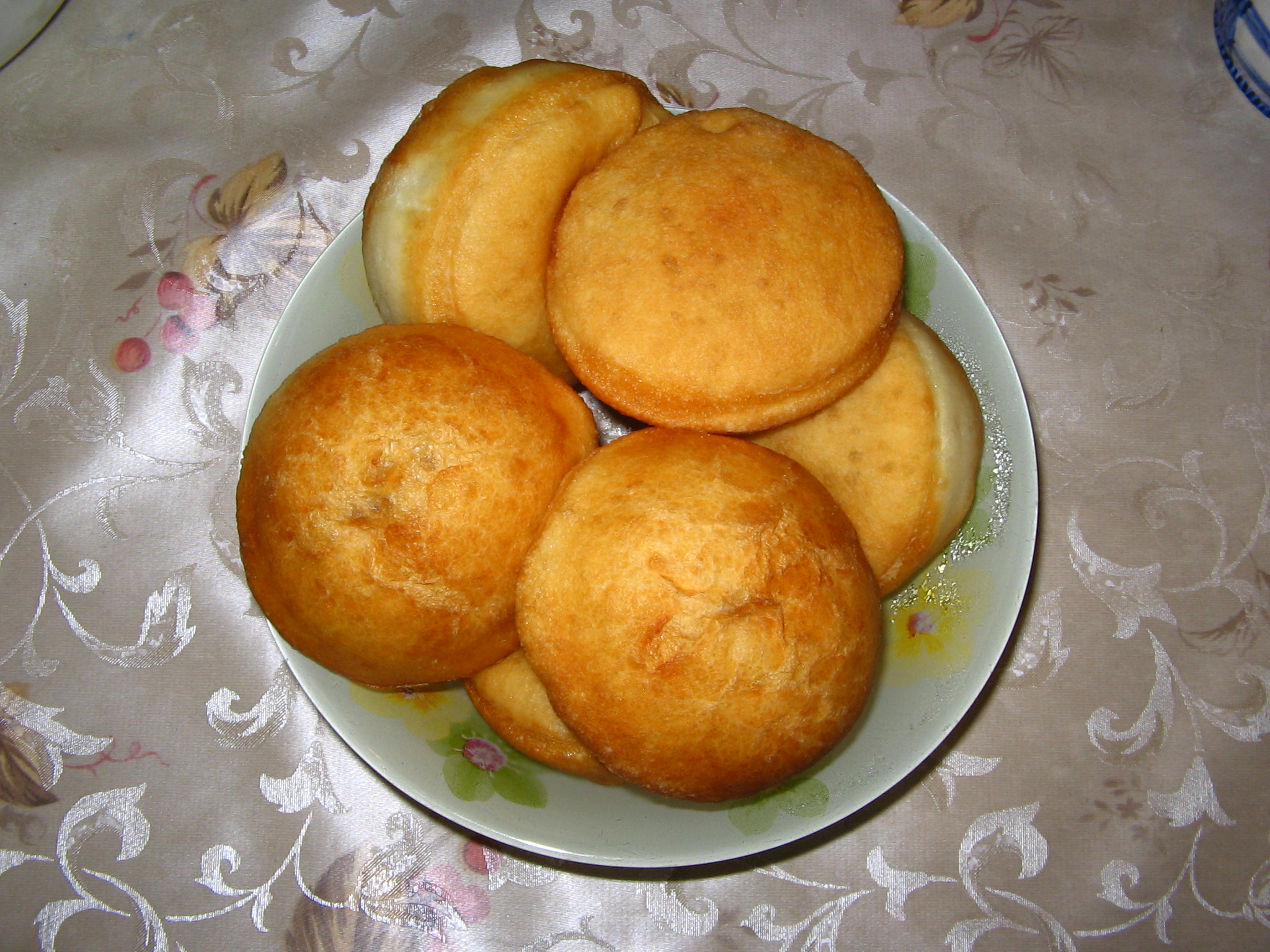
Baursak, smažené koblížky

- Baursak, smažené těstové koule podobné neplněným koblihám
- Shelpek, placky podobné lívancům, smažené nebo opékané na pánvi
- Kuimak, kattama a oima, ploché listové koláče smažené na oleji a poté zalité smetanou
- Talkan, pokrm z opražené a rozdrcené pšenice nebo ječmene, podobný tibetské campě.

### Dezerty
Připravují se v kotlíku na nejrůznější oslavy a jsou ozdobou slavnostního stolu.
- Shek-shek, oblíbená sladkost, také známá jako Tatar nebo Chack-ChackKumys, kvašené kobylí mléko

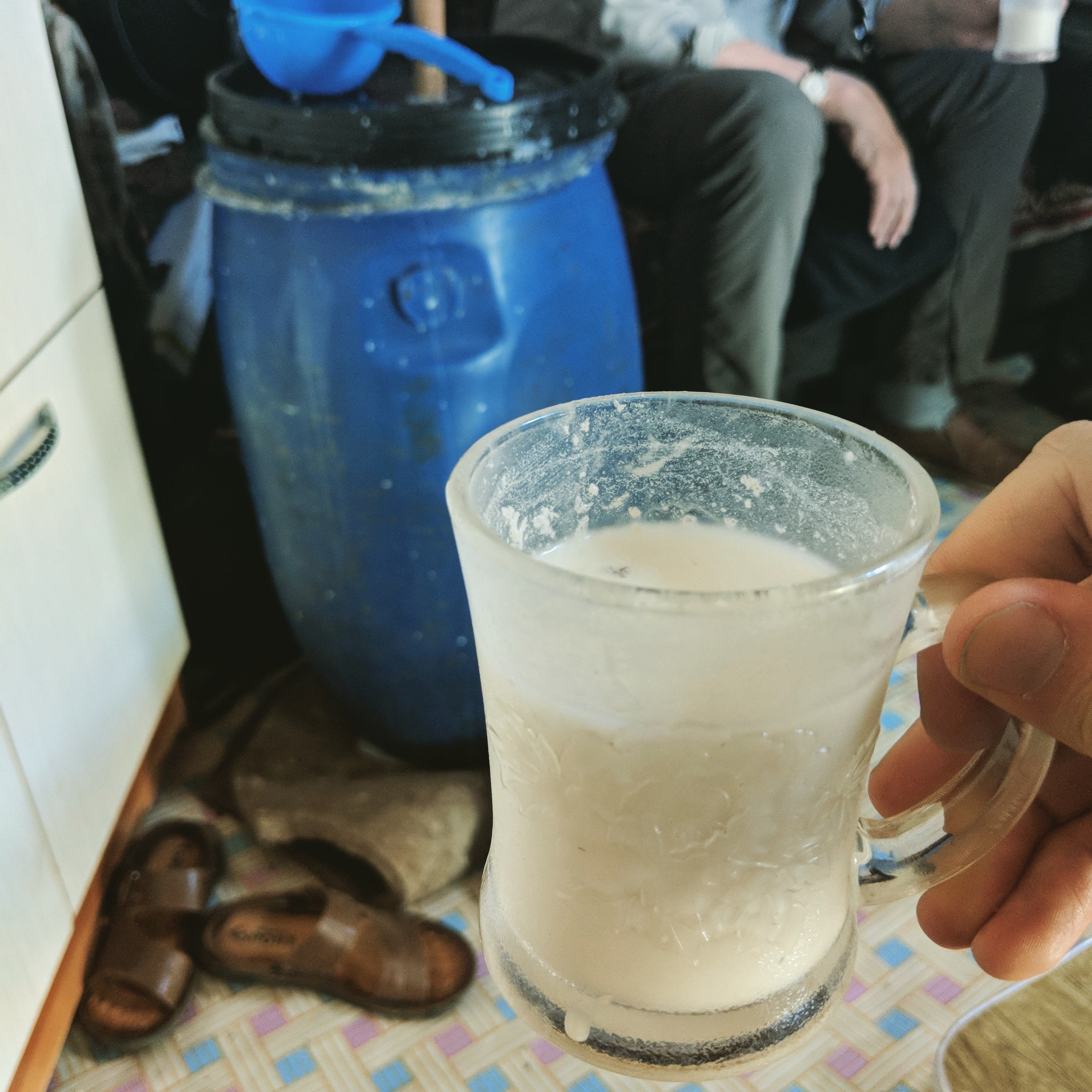
Kumys, kvašené kobylí mléko

- Baursak, smažené koblížky
- Zhent

### Nápoje
- Černý čaj, nejoblíbenější nápoj dovezený z Číny. Spotřeba čaje v Kazachstánu je jednou z nejvyšších na světě, 1,2 kilogramu ročně na osobu.
- Kumys, kvašené kobylí mléko
- Shubat, velbloudí mléko
- Airan, kravské mléko
- Pivo, v zemi se vyrábějí desítky druhů piv. Jsou chutné a často využívají české technologie a postupy.
- Víno, většina kazašského vína se vyrábí u města Esik na jihu země u hranic s Kyrgyzstánem[4]
- Vodka, místní ostrá pálenka